# Antitype chosroes
Antitype chosroes är en fjärilsart som beskrevs av Wilhelm Brandt 1938. Antitype chosroes ingår i släktet Antitype och familjen nattflyn. Inga underarter finns listade i Catalogue of Life.